# Labé
Labé   este un oraș  în  partea de vest a Guineei. Este reședința regiunii Labé și a prefecturii omonime.